# FA Ben Slimane
Forces Auxiliaires de Ben Slimane – marokański klub piłkarski z siedzibą w Benslimane.

## Opis
Zespół grał w kilku sezonach GNF 1. Pierwszym z nich był 1986/1987, wtedy zespół zajął 7. miejsce w swojej grupie i się utrzymał. W sezonie 1987/1988 klub zajął 9. pozycję. W sezonie 1988/1989 zespół zajął 14. pozycję, ostatnią, która dawała utrzymanie. Sezon 1989/1990 był ostatnim w historii zespołu, wtedy klub zajął ostatnią, 16. pozycję i spadł do GNF 2 (niższej dywizji).